# Moinho de Aboim

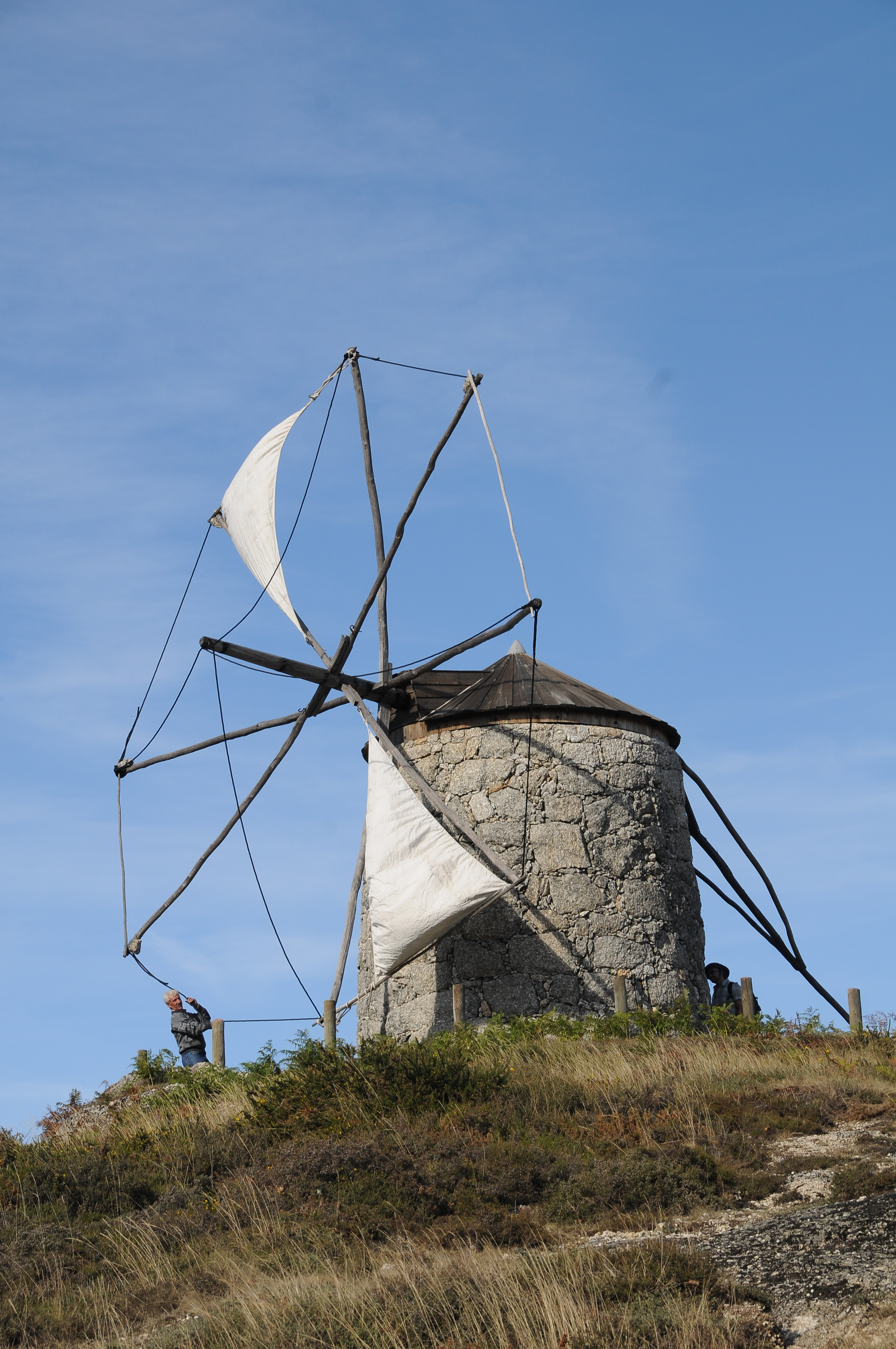
Moinho de Aboim.

O Moinho de Aboim é um moinho de vento situado na freguesia de Aboim, no concelho de Fafe, Portugal.
A capota do moinho é móvel, permitindo orientar as velas em função da direcção do vento.
Foi construído na década de 1920 e abandonado algumas décadas depois.
Foi reconstruído e reinaugurado em 9 de maio de 2008.